# Рикардо Пиля
Рикардо Пиля (на испански: Ricardo Piglia) е аржентински литературен критик, сценарист и писател на произведения в жанра социална драма, криминален роман, научна фантастика, мемоари и документалистика.

## Биография и творчество
Рикардо Емилио Пиля Ренци е роден на 24 ноември 1941 г. в Адроге, Голям Буенос Айрес, Аржентина. От 1985 г., след свалянето на Хуан Перон, семейството му се мести и той израства в Мар дел Плата. В периода 1961 – 1962 г. следва история в Националния университет на Ла Плата, като остава в града до 1965 г. После се премества в Буенос Айрес и в продължение на десетилетие работи издателства, където е редактор и съставител на известната колекция от детективски истории Serie Negra, в която са включени произведения на писатели като Дашиъл Хамет, Реймънд Чандлър, Дейвид Гудис и Хорас Маккой. По време на диктатурата на генерал Хуан Карлос Онгания, в средата на 70-те години той напуска Аржентина и отива в изгнание в САЩ. Там пише и преподава латиноамериканска литература в Харвардския университет, както и в Принстънския университет, където в периода 2001 – 2011 г. е професор по испански език, литература и цивилизация на Испания. След пенсионирането си през 2011 г. се завръща със съпругата си в Аржентина.
Първата му книга, сборникът с разкази „Бижутерът“ е издадена през 1967 г. Същата година книгата е издадена и в Куба, като „Клетка“, и получава специална награда на конкурса Casa de las Américas. В сборника с разкази му „Фалшиво име“ от 1975 г. копира стила на аржентинския автор Роберто Арлт.
Първият му роман „Изкуствено дишане“ е издаден през 1980 г. Той е изграден като криминален роман, в който писател на име Емилио Ренци (по името на автора), започва да търси чичо си, който е изчезнал, и когото познава само чрез мрежа от противоречиви семейни истории и размяна на писма. Чрез тях научава за проучванията на чичо си върху живота на Енрике Осарио, секретар на аржентинския диктатор Хуан Мануел де Росас от 19-ти век и шпионин на врага на диктатора. Отчасти романът е размисъл върху едно от най-репресивните и трагични времена в историята на Аржентина в периода 1976 – 1983 г., когато хиляди аржентински граждани „изчезват“ по време на опита на правителството на военната хунта да създаде авторитарна държава. Романът получава наградата „Борис Виан“.
През 1992 г. е издаден футуристичният му детективски роман „Отсъстващият град“. Историята проследява дейността на репортера от всекидневник в Буенос Айрес, Джуниър, докато се опитва да открие тайна машина, съдържаща ума и паметта на жена на име Елена. Тя пише истории, които отразяват действителни събития в Аржентина, а полицията я търси, за да я унищожи. Сюжетът на книгата е поставен в историческия контекст на военната диктатура, ръководена от Хорхе Рафаел Видела до войната за Фолклендските острови, когато преобладават репресиите срещу писатели и интелектуалци, противопоставящи се на режима. Романът е адаптиран в опера с музика на Херардо Гандини.
През 1997 г. е издаден романът му „Пари за изгаряне“. Сюжетът на романа се основава на истински случай от полицейските хроники в Буенос Айрес и Монтевидео през 1965 г. Жестока банда ограбва заплатите на община в Буенос Айрес, а в разпределението на плячката трябва да вземат участие политици и полицаи. Но бандитите решават да предадат съучастниците си и да избягат с плячката, но са предадени и полицията ги обгражда. При престрелката те запалват парите и ги изхвърлят през прозорците. Романът получава награда „Планета“. През 2000 г. романът е екранизиран във филма „Изпепелени пари“.
През 2010 г. е издаден романът му „Бяло ноктюрно“. Той е политически и психологически трилър, чието действие се развива в отдалечения аржентински град Пампас и смесва криминален сюжет, трагична семейна история и измислица, провокирани от смъртта на имигрант от Пуерто Рико, в разследване, в което лудостта на детектива е неразделна част от разкриването на престъпления. Романът получава престижната награда „Ромуло Гайегос“, наградата „Хамет“, наградата „Хосе Мария Аргуедас“ и наградата на испанските литературни критици.
Неговата литературна критика е събрана в „Критика и белетристика“ (1986), „Кратки форми“ (1999) и „Последният читател“ (2005). През 2012 г. е удостоен с Голямата почетна награда от Аржентинското дружество на писателите.
След завръщането си в Аржентина пише романа с автобиографични елементи „Пътят на Ида“ издаден през 2013 г.. В него криминалната завръзка се явява в средата на сюжета, със смъртта на блестящата и потайна преподавателка по литература Ида Браун, което издава редица отношения, които зреят под повърхността на изкуствения микроклимат в академичния свят на кампуса. Затвореното пространство на кампуса е като метафора на състоянието на американското общество, в което зад привидността на свободата и ефикасността се крие напрежение, което избухва понякога.
През 2014 г. получава наградата „Диамантен Конекс“ като най-добър писател на десетилетието в Аржентина, а през 2015 г. получава наградата „Форментор“ за цялостното си литературно и есеистично творчество, вписало се в световната литературна традиция.
През 2011 г. е диагностициран с амиотрофична латерална склероза, което значително засяга здравето му. Въпреки това, той продължава да работи, с помощта на асистентката си, Луиза Фернандес, пишейки своите мемоари от поредицата „Дневниците на Емилио Ренци“, както и издавайки непубликуваните си творби.
Рикардо Пиля умира от болестта на 6 януари 2017 г. в Буенос Айрес.

## Произведения

### Самостоятелни романи
- Respiración artificial (1980)[1][2][4]
Изкуствено дишане (откъс), сп. „Факел експрес“ бр.2 (2007), прев. Нева Мичева
- La ciudad ausente (1992)
- Plata quemada (1997) – награда „Планета“
Пари за изгаряне, изд.: ИК „Рива“, София (2012), прев. Мария Пачкова
- Blanco nocturno (2010) – награда „Ромуло Гайегос“
- El camino de Ida (2013)
Пътят на Ида, изд.: ИК „Рива“, София (2015), прев. Мариана Китипова

### Сборници
- La invasiónn (1967) – издаден и като Jaulario[2][3][4]
Бижутерът, изд. „Панорама“ (2017), прев. Мария Пачкова
- Nombre falso (1975)
- Prisión perpetuan (1988)
- Cuentos moralesn (1995)
- El pianista (2003)
- Los casos del comisario Croce (2018)
Случаите на комисар Кроче, изд. „Панорама“ (2022), прев. Мария Пачкова

### Есета
- Crítica y ficciónn (1986)[2]
- Formas breves (1999) – награда „Бартоломе“[4]
- Diccionario de la novela de Macedonio Fernández (2000)
- El último lector (2005)
- Teoría del complot (2007)
- La forma inicial (2015)
- Por un relato futuro. Conversaciones con Juan José Saer (2015)
- Las tres vanguardias (2016)
- Escritores norteamericanos (2017)
- Teoría de la prosa (2019)

### Документалистика

#### Поредица „Дневниците на Емилио Ренци“ (Los diarios de Emilio Renzi)
1. Años de formación (2015)[1]
2. Los años felices (2016)
3. Un día en la vida (2017)

### Екранизации
- 1995 Macedonio Fernández – късометражен документален
- 1997 Comodines
- 1998 Corazón iluminado
- 1998 La sonámbula
- 2000 Изпепелени пари, Plata Quemada
- 2000 El astillero
- 2013 Borges por Piglia – тв филм
- 2015 Los siete locos y los lanzallamas – тв сериал, 25 епизода